# Kościół ewangelicki w Cierlicku
Kościół ewangelicki w Cierlicku – kościół w Cierlicku, należący do miejscowego zboru Śląskiego Kościoła Ewangelickiego Augsburskiego Wyznania.

## Historia

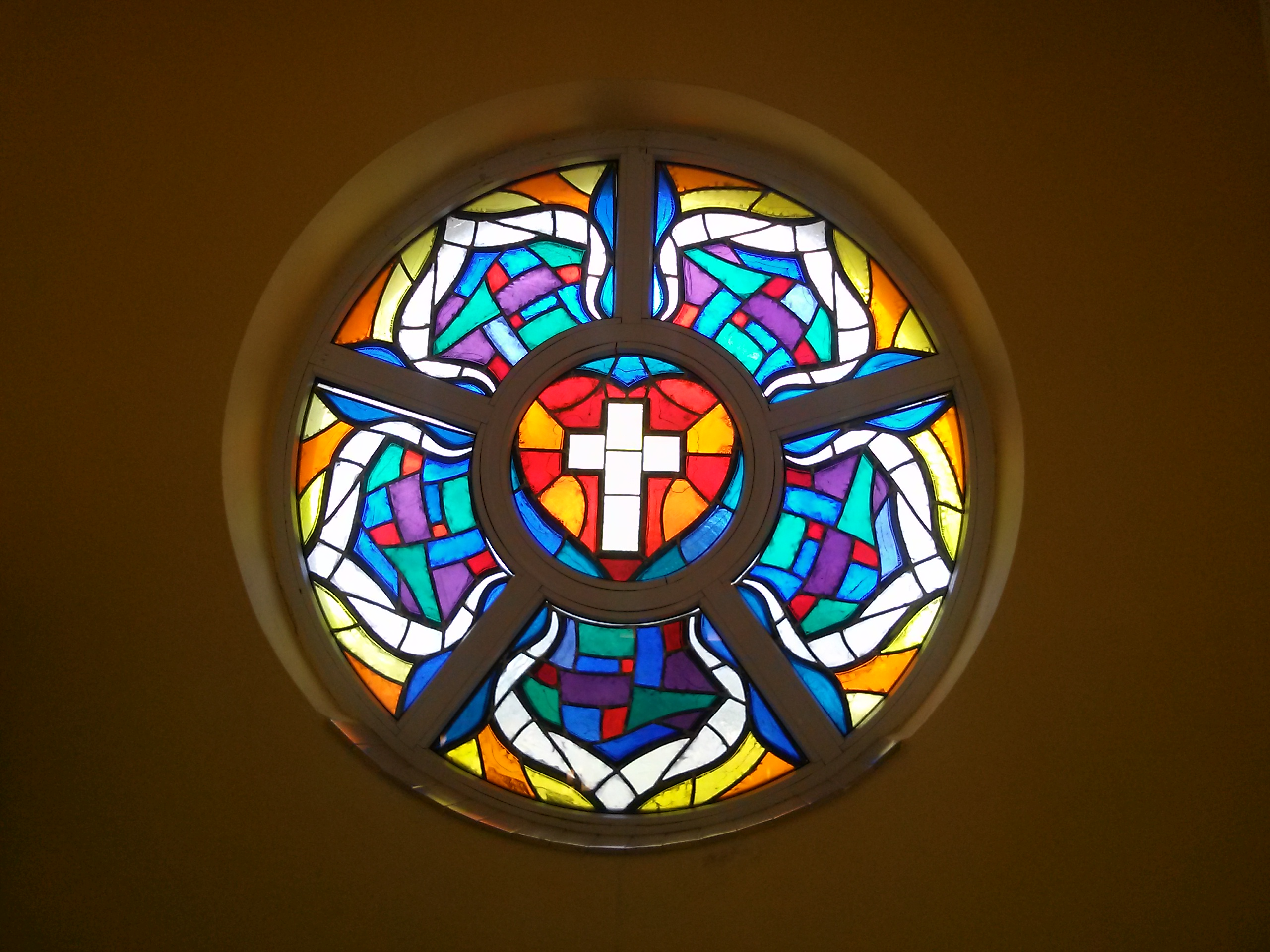
Witraż z Różą Lutra na wieży kościelnej

9 marca 1953 Rada Śląskiego Kościoła Ewangelickiego Augsburskiego Wyznania powołała samodzielny zbór z siedzibą w Cierlicku. Nabożeństwa odbywały się w budynku szkoły, należącej do ewangelickiej gminy cmentarnej, gdzie odbywały się również normalne zajęcia szkolne. Na czas nabożeństw musiały być więc każdorazowo przynoszone krzesła oraz rozstawiany ołtarz. Sytuacja uległa poprawie po przeniesieniu szkoły do nowego budynku. Jednak w związku z powstaniem Zalewu Cierlickiego zbór został zmuszony przeniesienia się i zakupu domu jednorodzinnego, w którym urządzono kaplicę z kancelarią. Kaplica nie mieściła jednak wszystkich wiernych chcących uczestniczyć w nabożeństwach. Postanowiono więc o budowie kościoła, o pozwolenie na co starania zaczęli czynić proboszcz Władysław Kiedroń z kuratorem zboru Teodorem Farným. Zgodę na budowę od władz uzyskano pod warunkiem budowy świątyni bez wieży, wskutek czego zaczęto go określać ostatnim kościołem tolerancji na Śląsku Cieszyńskim. 
Kamień węgielny pod budowę kościoła, poświęcony przez ówczesnego biskupa kościoła Jiříego Cymorka, wmurowano 10 lipca 1966 roku przy udziale zgromadzonych wiernych i duchownych miejscowego zboru, a także okolicznych parafii. Architektem świątyni był inż. Bronisław Firla. Na ścianach zawisły reliefy przedstawiające symbolikę chrześcijańską oraz cytaty z Biblii.
W niedzielę, 3 września 1967 roku ukończony kościół poświęcił biskup Cymorek. W uroczystości brali udział ewangelicy z całego Śląska Cieszyńskiego. W tym samym roku kościół ewangelicki obchodził 450 rocznicę Reformacji i z tej okazji świątyni nadano nazwę kościoła dra Marcina Lutra. 
Dopiero w 1997 roku dobudowano wieżę, która znajdowała się również w początkowym projekcie. Projekt przebudowy wykonał Bronislav Firla. W wieży wstawiono witraż przedstawiający Różę Lutra, wymieniono wtedy również wszystkie okna boczne, a po obu stronach ołtarza wstawiono witraże przedstawiające stworzenie świata. Na wieży zamontowano trzy dzwony.